# Reanimatologija
Reanimatologija je grana anesteziologije koja se bavi resuscitacijom, oživljavanjem u užem smislu. Također reanimatologija je područje kojim se bave i liječnici drugih specijalizacija koji imaju subspecijalizaciju iz intenzivne medicine. Uzevši u obzir da se u sklopu specijalizacije iz anestezije obrađuje i područje reanimacije i intenzivne medicine, reanimatologija spada u njihovo uže područje. Može se podijeliti na postupke koji se izvode bez medicinskih pomagala (osnovno održavanje života, eng. basic life support ili BLS) i one s medicinskom opremom (napredno održavanje života, eng. advanced life support ili ALS). Reanimaciju možemo podijeliti i po dobnim skupinama, na reanimaciju odraslih, reanimaciju djece, i podskupinu reanimaciju novorođečadi. Postoje u svijetu različiti tečajevi kojima se postižu određene vještine u reanimaciji. Svi ti tečajevi su modificirani prema međunarodnoj organizaciji ILCOR, Internation Liaison Committee on Resuscitation, koja ujedinjuje udruge American Heart Association, AHA, i European Resuscitation Council, ERC.  BLS podrazumijeva kardiopulmonalnu reanimaciju (oživljavanje srca i pluća, KPR) osnovnim postupcima s minimalnim ili nikakvim korištenjem pomagala, dok ALS podrazumijeva korištenje raznih pomagala kojima se poboljšava kvaliteta reanimacije. U širem smislu reanimacija označava sve postupke kojima se određenim organima vraća funkcija. Taj širi pojam nije jasno deficniran ali se žargonski često koristi. Najčešće se taj naziv koristi za reanimaciju tekućinom, što podrazumjeva parenteralnu primjenu raznih infuzijskih pripravaka. Naziv reanimacija se također koristi za sve mjere akutnog zbrinjavanja teško oboljelog ili ozlijeđenog pacijenta po principima intenzivne medicine.   
Reanimacija daje sistematičan pristup liječenju bolesnika, po principu ABC.
A-airway-dišni putevi-prohodnost dišnih puteva je ono prvo što mora spasilac učiniti kada se susretne s osobom u nesvijesnom stanju.
B-breath-disanje-održavat umjetno disanje je sljedeći korak kojim se pristupa bolesniku.
C-ciruculation-cirkulacija-održavanje umjetnog krvotoka masažom srca.
D-defibrilation and drugs-defibrilacija i lijekovi su postupci koji spadaju u ALS.
Održavanje prohodnosti dišnih puteva je osnovni postupak, conditio sine qua non. Obavlja se na više načina, najčešće defleksijom, tj.zabacivanjem glave unatrag i podizanjem donje čeljusti. od ALS postupaka najidelaniji je endotrahealna intubacija koja ima višestruke prednosti nad svim drugim metodama održavanja prohodnosti i zbog toga se najčešće primjenjuje. 
Umjetno održavanje disanja se također obavlja na razne načine, koji se mogu podijeliti na one koji su dio BLS i one koji su ALS. Najčešće se umjetno disanje obavlja metodom usta na usta. Trajno održavanje umjetnog disanja se obavlja pomoću respiratora. 
Umjetno održavanje krvotoka se obavlja na 2 klasična načina, vanjskom i izravnom masažom srca (kod otvorenog prsnog koša ili kroz trbuh preko ošita), te postoje neki alternativni načini koji su uglavnom za inicijalni dio KPR, kada npr. pacijent može još biti svijestan nekoliko sekundi. 
Defibrilacija je zlatno sredstvo u liječenju "dobrih" tipova aresta srca, kao što su vetrikularna fibrilacija i tahikardija bez pulsa. Promptnom reakcijom se može vrlo uspješno izvesti KPR. Od lijekova glavni je adrenalin, koji se primjenjuje u svim oblicima aresta. Još se koriste amiodaron, atropin te kao zamjena za amiodaron lidokain, te po potrebi magnezij, kalcij, te kod ovisno o uzroku može se primijeniti etiološko liječenje s kristaliodnim otopinama, glukozom, antikoagulansima. 

## Poveznice
- Kardiopulmonalna reanimacija

## Vanjske poveznice
- www.anestezija.org  Arhivirana inačica izvorne stranice od 9. lipnja 2007. (Wayback Machine)